# Эпштейн, Леонид Абрамович
Леонид Абрамович Эпште́йн (1913—1989) — советский учёный, специалист по гидродинамике.

## Биография
Родился 29 сентября (12 октября) 1913 года в Ромнах (ныне Сумская область, Украина). В 1933—1989 годах работал в ЦАГИ. В 1950—1960 годах начальник сектора 12-й лаборатории Филиала ЦАГИ. Автор метода поддува для образования вентилируемых каверн.
Доктор технических наук, профессор.
Автор книг:
- Методы теории размерностей и подобия в задачах гидромеханики судов / Л. А. Эпштейн. — Л. : Судостроение, 1970. — 206, [2] с. : цв.ил., рис.
- О расчете и подборе винта в насадке / Л. А. Эпштейн. — Б.м. : [б. и.], 1956. — 10 с.
- Масштабный эффект волн и брызг, образуемых глиссирующими судами. — Москва : Центр. аэро-гидродинам. ин-т им. проф. Н. Е. Жуковского, 1940. — 32 с. : ил., черт., граф.; 25 см. — (Труды Центрального аэро-гидродинамического института имени профессора Н. Е. Жуковского; вып. № 469)
- Динамика каверн при течениях жидкости в трубке с пережатием [Текст] / Л. А. Эпштейн. — Москва : [б. и.], 1972. — 20 с. : ил.; 26 см. — (Труды Центрального аэро-гидродинамического института имени профессора Н. Е. Жуковского; Вып. 1424)
- Устойчивость глиссирования гидросамолетов и глиссеров [Текст]. — [Москва] : Изд-во Бюро новой техники НКАП при ЦАГИ, 1941. — 120 с. : ил., черт.; 29 см. — (Труды Центрального аэро-гидродинамического института им. проф. Н. Е. Жуковского; вып. № 500).
- Некоторые вопросы гидродинамики подводных крыльев [Текст] / Л. А. Эпштейн, В. И. Блюмин. — Москва : [б. и.], 1968. — 152 с. : ил.; 25 см. — (Труды Центрального аэро-гидродинамического института им. профессора Н. Е. Жуковского; Вып. 1103).
- Об особенностях движения двухфазовой жидкости / Л. А. Эпштейн. — Москва : Бюро науч. информации ЦАГИ, 1963. — 28 с., 1 л. ил. : ил.; 26 см. — (Труды Центрального аэро-гидродинамического института им. профессора Н. Е. Жуковского; Вып. 860).
- Исследование условий прорыва воздуха и моделирования при движении подводного крыла [Текст] / Л. А. Эпштейн. — Москва : Бюро науч. информации ЦАГИ, 1958. — 31 с. : ил.; 26 см. — (Технические отчеты Центрального аэро-гидродинамического института имени профессора Н. Е. Жуковского; Вып. № 143).

## Награды и премии
- Лауреат Сталинской премии за выдающиеся изобретения и коренные усовершенствования методов производственной работы (1948, второй степени, совместно с К. К. Федяевским, М. Н. Веселовским, А. Н. Добровольским, А. С. Перельмутром) — за разработку и внедрение в практику методов повышения скорости боевых кораблей